# Roßbach (Steinbach)
Der Roßbach ist ein rechter Zufluss des Steinbachs im bayerischen Spessart.

## Verlauf
Der Roßbach entspringt westlich von Steinbach. Er verläuft in südliche Richtung als Grenzbach zwischen Landkreis und Stadt Aschaffenburg. Südwestlich von Steinbach mündet er schon auf der Gemarkung von Strietwald in den Steinbach.

## Einzelnachweise

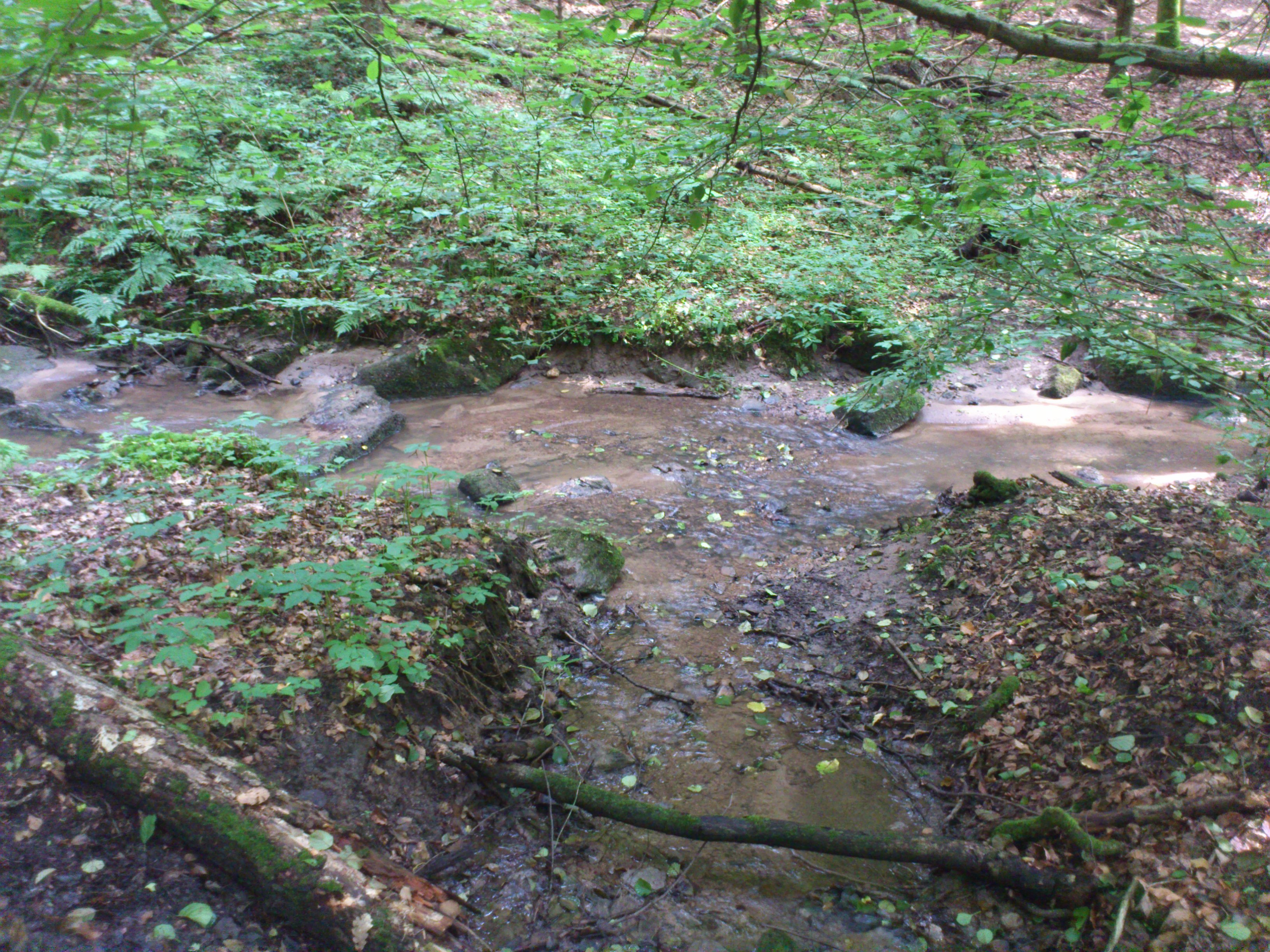
Der Roßbach (vorne) mündet in den Steinbach (von links nach rechts)